# Taulantok
A taulantok (ógörög Ταυλάντιοι / Taulantioi, latin Taulantii) egyike volt az ókori Illíria délnyugati részén élő illír törzseknek, akiket idősebb Plinius az „igazi illírek” közé sorolt. Az Epidamnosz és Apollónia közötti partvidéket benépesítő taulantok fénykora az i. e. 4. századra tehető, amikor sorukból került ki a polidinasztikus és szövetségesi rendszerű Illír Királyság i. e. 335–302 között uralkodó királya, Glaukiasz, aki jelentős részt vállalt abban, hogy Makedónia királyait adriai hódításaikban megakadályozzák. Halála után a taulantok politikai befolyása csökkent. A krónikák az i. sz. 5. században említik őket utoljára, amikor a nyugati gótok dúlták végig az általuk lakott vidéket.

## Történetük
Az Appianosz révén ismert eredetmonda szerint a küklopsz Polüphémosz három fiának egyike, Illüriosz hat fiúgyermeket nemzett. Egyikük volt Taulasz (Tαύλας), akitől a mítosz szerint a taulantok származtak. A taulantok nevét egyébként kapcsolatba hozták az albán nyelv ’fecske’ jelentésű dallënd, dallëndyshë szavával.
A vaskor időszakában a taulantok a délnyugati illírek közé tartoztak. Hagyományos szállásterületük, vagyis Taulantia az Adriai-tenger délkeleti partvidéke, a mai Közép-Albánia jobbára síkvidéki, a Durrësi-öböltől a Vlorai-öbölig húzódó tengerpartja volt. Egyes ókori szerzők a taulantok „országát” a Drin és a Mat völgyében, illetve a későbbi Epidamnosz (ma Durrës) keleti előterében helyezték el, akiktől északra az enkhelék, délre a parthinok éltek. Az i. e. 7. század második felében, amikor a korinthoszi görögök megalapították Epidamnosz és Apollónia városait, mindkét környéket taulantok lakták. A feljegyzett szájhagyomány szerint a várost maga a taulant király, az azonos nevű Epidamnosz alapította. Az i. e. 7. századi források már említettek egy bizonyos Galauroszt, a taulantok királyát (baszileusz), aki kezdetleges államalakulattá szervezte törzsét és a század végén a makedónok ellen viselt hadat. Egy évszázaddal később a földrajztudós Milétoszi Hekataiosz említést tett arról, hogy a taulantok székhelye Szeszaréthosz (Σεσάρηθος), de ennek a településnek az elhelyezkedése nem ismert. Az i. e. 4. századi Pszeudo-Szkülax-féle periplusz szintén az Epidamnosz és Apollónia közötti területet említi a taulantok szálláshelyéül, míg az Apollóniától keletre fekvő hegyvidékről azt írja, hogy a büllionok népesítették be. Az idősebb Plinius Naturalis Historia című, i. sz. 77-ben közreadott művében az „igazi illírek” (Illyrii proprie dicti) között említette a taulantokat.

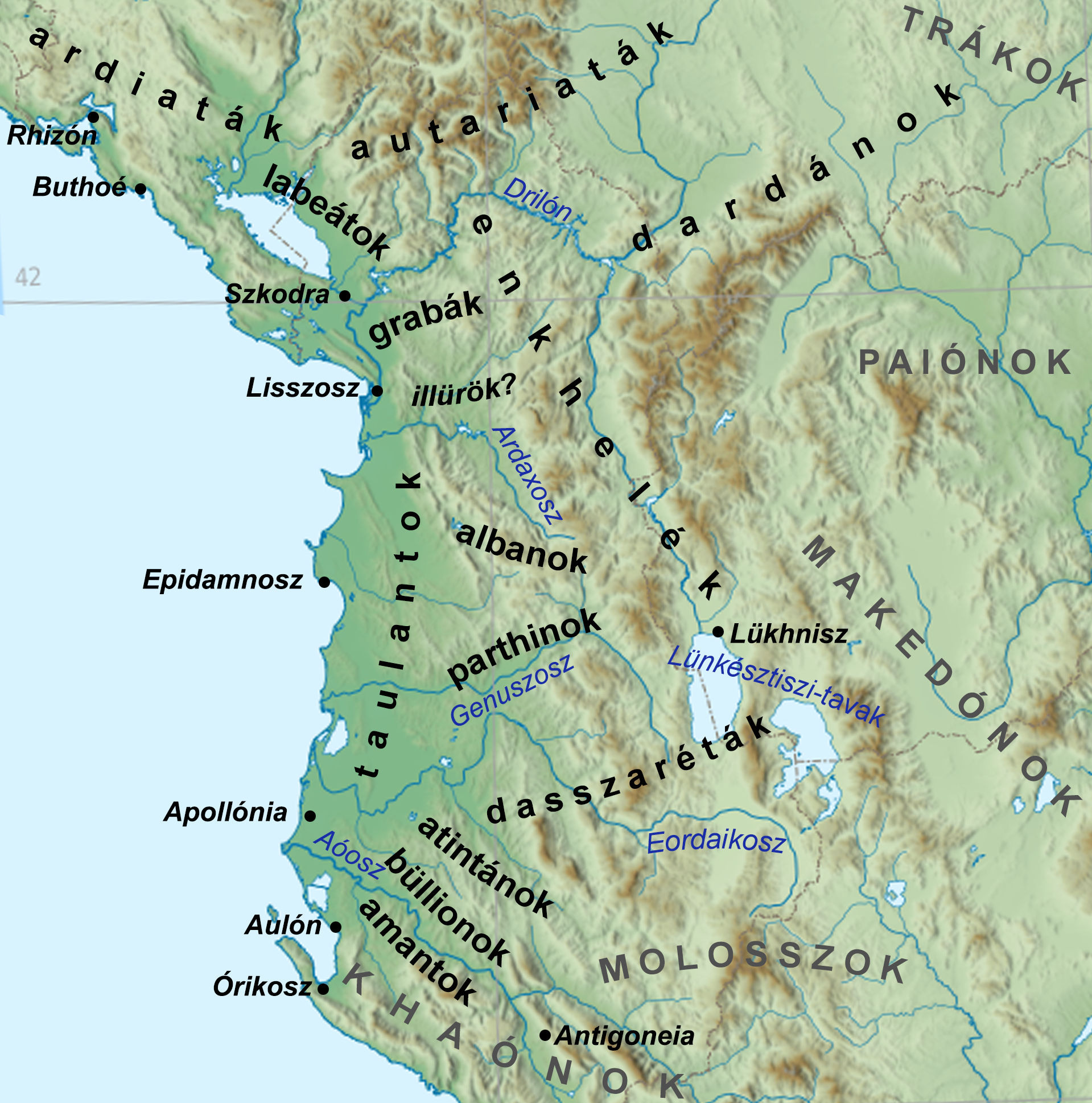
A jelentősebb délillír törzsek hozzávetőleges szállásterülete és szomszédaik az században

A már említett görög gyarmatvárosok, Epidamnosz és Apollónia megalapításával a növénytermesztéssel és állattartással foglalkozó taulantok jelentős gazdasági és társadalmi fejlődés elé néztek. Amikor i. e. 435-ben az oligarchikus Epidamnoszban polgárháború tört ki, a taulantok a kerküraiakkal a város arisztokráciája mellé álltak, és hozzájárultak a demokraták fegyveres leveréséhez. A taulantok virágkora az i. e. 4. századdal érkezett el, amikor a feltételezések szerint i. e. 356 körül a taulant Pleuratosz lett az Illír Királyság uralkodója. Halála után, i. e. 335-ben fia, Glaukiasz vette át a hatalmat, aki még abban az évben a Dasszarétia felett, de makedón függésben uralkodó Kleitosz segítségére sietett a makedón III. Alekandrosz vagy más néven Nagy Sándor ellen vívott pélioni ütközetben, de végül alulmaradtak a csatában. Kleitosz a taulant udvarba menekült, ahol Glaukiasz oltalmat kínált neki. Miután III. Alexandrosz elfoglalta Dasszarétiát, a déli illírek politikai központja a taulant kézen lévő partvidék lett. Glaukiasz néhány év alatt újjászervezte hadseregét, és i. e. 314–312 között a taulant földre, Epidamnosz és Apollónia meghódítására törő Kasszandrosz makedón király ellen viselt hadat. Szicíliai Diodórosz részletes beszámolójából tudjuk, hogy a makedónok a velük szövetséges Épeirosz területéről, délről támadtak a taulantokra. Előbb elfoglalták Apollóniát, majd a Hebrosz (ma Devoll) folyót átlépve Epidamnosznál ütköztek össze Glaukiasz seregével. Az epidamnoszi csata a makedónok győzelmével zárult, és a területeinek egy részét elveszítő Glaukiasz kötelezte magát arra, hogy nem támadja meg sem Makedóniát, sem szövetségeseit. Két évvel később, i. e. 312-ben azonban Apollónia és Epidamnosz lakói fellázadtak a makedón uralom ellen, és a helyzetet kihasználva a taulantok és a kerküraiak a két város felszabadítására siettek. Epidamnosz ismét a taulant Illír Királyság fennhatósága alá került, és bár Glaukiasz megkísérelte Apollónia felett is átvenni a hatalmat, erről a tervéről le kellett mondania, a város szabad polisz maradt. Uralkodása során mindazonáltal a taulant Illír Királyság északon Lisszoszig, délen pedig Aulónig terjedt.
Mindeközben Glaukiasz dinasztikus kapcsolatok útján is igyekezett a taulant Illír Királyságot megerősíteni. Még i. e. 316-ban pártfogásába vette az udvarából elűzött épeiroszi király, Aiakidész karonülő gyermekét, Pürrhoszt, majd miután a taulant udvarban nevelkedett ifjú elérte a tizenkét éves életkort, i. e. 306-ban katonai erővel visszatette őt apja elveszett trónjára. Glaukiasz részben jól számított: a későbbiekben Pürrhosz Épeirosz és Makedónia nagy hatalmú királya lett, ám Glaukiasz 302-ben bekövetkező halálát követően az Illír Királyság más törzsei vetélkedtek az uralomért, és előbb a dardánok, majd az ardiaták közül kerültek ki az illír királyok. A korábbi taulant területek egy részére az i. e. 3. század folyamán parthinok, atintánok, amantok és paraüaiai görögök költöztek be.
Az i. e. 2. században a Római Birodalom Genthiosz Illír Királysága elleni háborúskodásában más illír törzsek mellett Róma mellé álltak a taulantok is, akik ezért i. e. 168-ban, Illíria római fennhatóság alá kerülését követően megtarthatták szabadságukat és adómentességben részesültek. A taulantok az ezt követő évszázadokban nem hallattak magukról. Az utolsó róluk ismert feljegyzés szerint i. sz. 401-ben Dyrrachiumban (a korábbi Epidamnoszban) fellázadtak a római iga ellen, és – Prokopiosz sugalmazása szerint Flavius Honorius római császár hívására – az I. Alarik vezette nyugati gótok lerohanták és leverték a taulantokat, a várost pedig feldúlták. Fél évszázad elteltével, 459-ben a Valamir vezette keleti gótok rohanták le a vidéket, de taulantokról ekkor már nem esett említés.